# Il Topolino d'oro
Il Topolino d'Oro è stata una serie a fumetti pubblicata in Italia dall'Arnoldo Mondadori Editore negli anni settanta.
Fu una pubblicazione mensile in grande formato che presentava in ordine cronologico le storie a strisce giornaliere di Topolino, oltre alle relative tavole domenicali, realizzate da Ub Iwerks, Win Smith e Floyd Gottfredson negli anni trenta e quaranta e pubblicate originariamente sui quotidiani negli Stati Uniti d'America dal 13 gennaio 1930 al 27 gennaio 1945; non tutte le strisce sono presenti e inoltre ci sono anche storie a fumetti tratte dalla serie settimanale Silly Symphonies.